# Robert Whittaker
Robert Harding Whittaker (Wichita, 27 de diciembre de 1920 - ibídem, 20 de octubre de 1980) fue un ecólogo vegetal, algólogo y botánico estadounidense, activo entre 1950 y 1980.
Nacido en Wichita (estado de Kansas), se licenció en la Universidad de Topeka y después de realizar el servicio militar, obtuvo un doctorado en la Universidad de Illinois. Allí se convirtió en uno de los pioneros en el uso de marcadores radiactivos en el estudio de ecosistemas.
Propuso también el sistema de análisis de gradiente en el estudio de las comunidades vegetales. Fue además muy activo en el área de las comunidades de plantas, la sucesión ecológica de estas, y la productividad.
En 1969, Robert H. Whittaker postuló la clasificación de los seres vivos en cinco reinos: Monera, Protista, Fungi, Plantae y Animalia.
Por este motivo se le invitó a unirse a la Academia Nacional de Ciencias de Estados Unidos en el año 1974.
Obtuvo el premio de la Ecological Society of America de «Ecólogo eminente» en el mismo año de su muerte.
- La abreviatura «Whittaker» se emplea para indicar a Robert Whittaker como autoridad en la descripción y clasificación científica de los vegetales.[3]

## Obra
- Robert H. Whittaker (1959) «On the broad classification of organisms». The Quarterly Review of Biology, 34 (3): 210-226. doi 10.1086/402733
- Robert H. Whittaker (1969) «New concepts of kingdoms or organisms. Evolutionary relations are better represented by new classifications than by the traditional two kingdoms». Science, 163: 150-194